# Prostitución en Sri Lanka

Prostitución en Asia. En rojo, el modelo prohibicionista de la prostitución, por el que la venta de servicios, el proxenetismo y los burdeles son ilegales, como en Sri Lanka.

La prostitución en Sri Lanka no está tipificada como ilegal, pero las actividades relacionadas con ella, como el proxenetismo, el proxenetismo y los burdeles están prohibidas. También es ilegal el tráfico de personas para la prostitución, especialmente de menores. La prostitución no está tan extendida en Sri Lanka como en algunos países vecinos. Se calcula que hay 40 000 prostitutas (conocidas como «ගණිකාව» o Ganikawa) en el país, y casi la mitad de ellas ejercen en la capital, Colombo.
El turismo sexual infantil y la trata de personas son problemas en Sri Lanka.
Las trabajadoras del sexo son reacias a utilizar preservativos, ya que pueden ser utilizados como prueba de prostitución si son detenidas. ONUSIDA lleva a cabo un programa para promover el sexo seguro entre las prostitutas.

## Legislación
Gran parte de la legislación de Sri Lanka sobre la prostitución se remonta a la época de la dominación británica.
La Ordenanza sobre Vagabundos se introdujo en 1842. Dos de sus artículos se refieren a la prostitución.
S2 - Castigo a las personas que se comporten de forma alborotadora o desordenada en la vía pública.
Toda persona que se comporte de manera alborotadora o desordenada en cualquier calle o carretera pública será castigada con una multa no superior a cinco rupias.
S7 - Solicitación y actos de indecencia en lugares públicos.
(a) cualquier persona que, en un lugar público o en sus alrededores, solicite a otra persona con el fin de cometer un acto sexual ilícito o indecente, ya sea con la persona que solicita o con cualquier otra persona, especificada o no;
(b) cualquier persona a la que se encuentre cometiendo un acto de indecencia grave o comportándose con indecencia grave en un lugar público o en sus alrededores.
En 1889 se introdujo la Ordenanza sobre Burdeles. En ella se castiga a toda persona que:
(a) mantenga o gestione un burdel o actúe o colabore en su gestión; o
(b) siendo inquilino, arrendatario, ocupante o propietario de un local, permita a sabiendas que dicho local o parte del mismo se utilice como burdel o con fines de prostitución habitual; o
(c) siendo el arrendador o propietario de cualquier local o el agente de dicho arrendador o arrendadores, alquila el mismo, o parte del mismo, con el conocimiento de que dicho local o parte del mismo es o va a ser utilizado como burdel, o participa voluntariamente en el uso continuado de dicho local o parte del mismo como burdel.
El artículo 360A del Código Penal define y prohíbe el proxenetismo, el artículo 360B trata de la explotación sexual de menores y el artículo 360C trata de la trata de seres humanos. Además, la Sección 365A (delitos sexuales graves), refuerza la legislación sobre sexo con menores y trata de seres humanos.

## Tráfico sexual
Sri Lanka es principalmente país de origen, destino y, en menor medida, tránsito de mujeres y niños sometidos al tráfico sexual. Algunas mujeres de Sri Lanka son sometidas a prostitución forzada en Chipre, Maldivas, Malasia, Singapur o Tailandia. Dentro del país, mujeres y niños son víctimas del tráfico sexual en burdeles. Los niños tienen más probabilidades que las niñas de ser explotados en el comercio sexual en las zonas costeras para el turismo sexual infantil. En los últimos años, un pequeño número de mujeres de otros países de Asia y Asia Central han sido sometidas a prostitución forzada en Sri Lanka. Al parecer, la policía acepta sobornos para permitir el funcionamiento de burdeles, algunos de los cuales explotan a víctimas del tráfico de personas. Los subagentes actúan en connivencia con los funcionarios para conseguir documentos de viaje falsos o falsificados con el fin de facilitar los desplazamientos de ciudadanos de Sri Lanka al extranjero.
Para 2024, la Oficina de Vigilancia y Lucha contra la Trata de Personas del Departamento de Estado de los Estados Unidos mantenía la clasificación de Sri Lanka como país de "nivel 2".